# Pilotrichella mollis
Pilotrichella mollis là một loài Rêu trong họ Meteoriaceae. Loài này được (Hedw.) A. Jaeger mô tả khoa học đầu tiên năm 1877.